# Rutela versicolor
Rutela versicolor är en skalbaggsart som beskrevs av Pierre André Latreille 1833. Rutela versicolor ingår i släktet Rutela och familjen Rutelidae. Inga underarter finns listade i Catalogue of Life.